# Mostro di Crawfordsville
Il mostro di Crawfordsville è il nome dato a una misteriosa supposta creatura volatile avvistata nella piccola cittadina dell'Indiana durante il 1891.

## Storia
La prima notizia riguardante la misteriosa creatura viene riportata nell'edizione mensile di settembre 1891 del Indianapolis Journal, e tempo dopo viene ripresa dal più influente Brooklyn Eagle entrando a far parte del ricco folklore statunitense.
Contrariamente allo scetticismo che si potrebbe mostrare al riguardo, molti studiosi prominenti dell'epoca come l'investigatore del paranormale Charles Hoy Fort e il giornalista Vincent P. Gaddis, si occuparono di ricerche personali e indipendenti per far luce sulla storia del volatile e delle sue possibili origini.
Si arrivò a pensare di un coinvolgimento ufologico, ovvero, che non si trattasse di una creatura vivente ma di un oggetto volante non identificato, teoria avanzata per via del fatto che il mostro spariva e appariva in continuazione senza poterne trarre altre ipotesi.
L'ipotesi fantascientifica fu screditata da Gaddis, che al termine delle sue ricerche preliminari giunse alla conclusione che s'era di fronte a «una creatura vivente abituata a un habitat atmosferico, ma non per questo forzatamente trattasi di UFO».

## Caratteristiche
Le descrizioni sono unanimi, ma talvolta discordanti riguardo caratteristiche fisiche o corporarli, come il respiro, da taluni definito normale, da altri molto caldo, arioso e incandescente.
Si suppone la mancanza di testa, oppure presente ma in forma molto piccola, come testimoniato dai più. Gli occhi di colore rosso accesso, da sembrare infuocati. Concordano tutti sul fatto che si trattasse di una creatura rettile, ad una prima apparenza un'anguilla gigante alata, dal movimento ondulato e con una sorta di pinne presenti lungo tutto il corpo. La lunghezza stimata attorno ai venti piedi, per otto di larghezza. In molti hanno descritto un forte sibilo, grido, emanato dalla creatura durante, prima e dopo il volo, molto simile a un urlo di dolore.
Questo tipo di descrizione farebbe pensare ad una sorta di pterosauro.

## Avvistamenti
Gli avvistamenti ufficiali e accertati del mostro di Crawfordsville sono due, entrambi avutisi nel settembre del 1891:
- Il primo è occorso intorno alle 2 di mattina del 4 settembre 1891. Il volatile appare nei cieli di un maniero più volte andando e sparendo. All'avvistamento è testimone il reverendo G. W. Switzer, sua moglie e due operai di un campo agricolo.
- Il secondo, ben più celebre, è stato riferito da un centinaio di persone il 6 settembre. La creatura sorvola l'intera comunità per poi sparire nuovamente.